# Maruszyna
Maruszyna ist ein Dorf der Gemeinde Szaflary im Powiat Nowotarski der Woiwodschaft Kleinpolen in Polen in der Region Podhale. Das Dorf liegt zwischen dem Gebirgszug Pogórze Gubałowskie und der Talsenke Kotlina Nowotarska ca. 15 km nördlich von Zakopane und 5 km südlich von Nowy Targ.

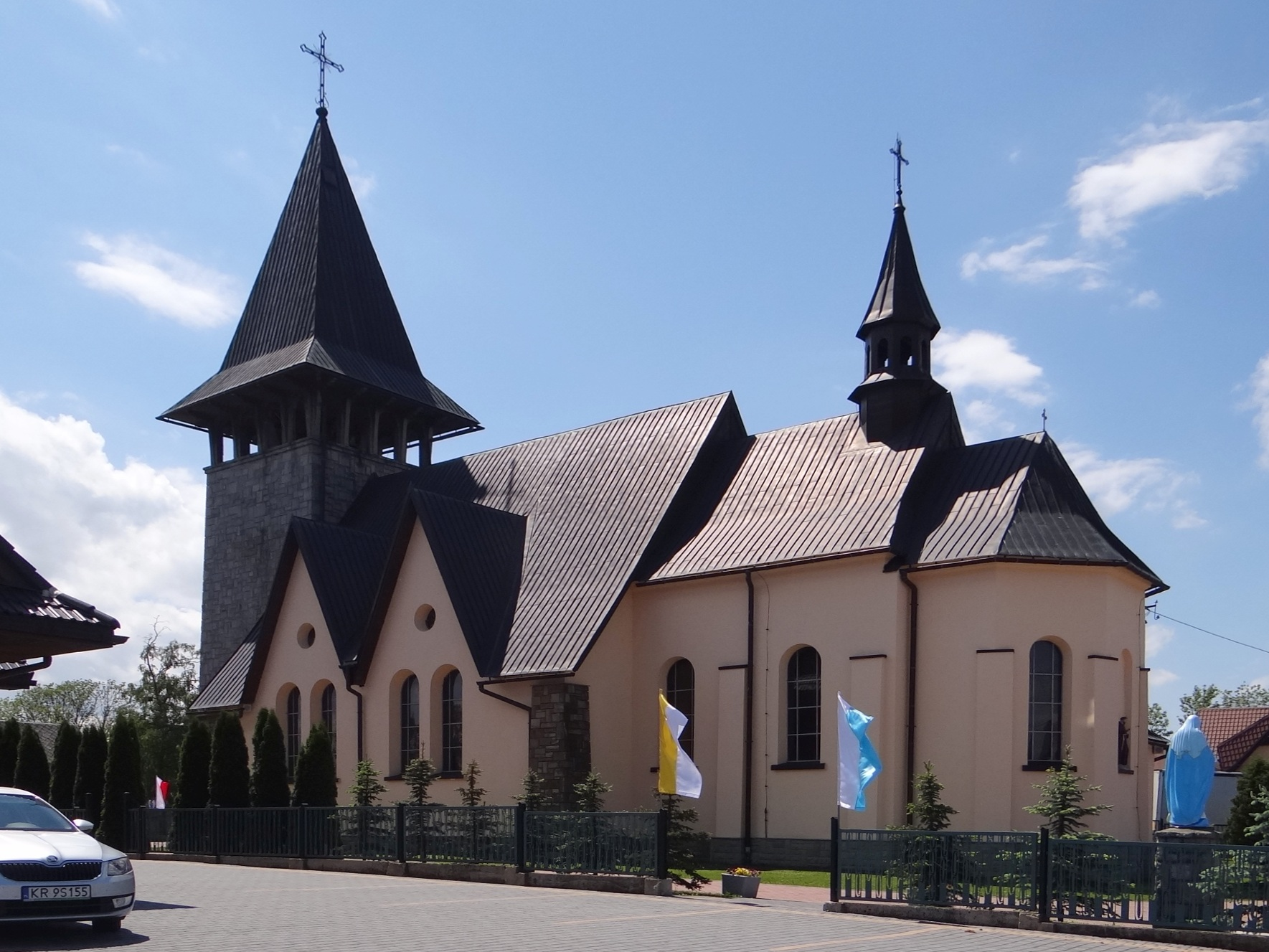
Ortskirche

## Tourismus
Es geht in Maruszyna ruhiger zu als in den benachbarten Skiorten Zakopane oder Bukowina Tatrzańska. Die touristische Infrastruktur wird ausgebaut. Durch den Ort verläuft der Pieninen-Felsengürtel.